# 董明会
董明会（1934年8月—1999年11月9日），湖南黔阳人。中共第九届、第十届中央委员。
1955年3月参军。1958年2月复员务农。1958年9月至1977年10月是武汉钢铁公司耐火厂工人，文化大革命期间参加钢九一三，为湖北省委委员。1974年任武汉市委书记，武汉市总工会主任。1977年11月开除党籍，开除公职。1999年11月9日去世。